# Frances Lyndall Schreiner
 (mars 2024).
Pour les articles homonymes, voir Schreiner.
Frances Lyndall Schreiner, née le 7 novembre 1887 et morte le 26 octobre 1960, est une infirmière. Elle est la première femme diplômée en droit en Afrique du Sud.

## Biographie

### Enfance, formations et débuts
Frances Lyndall nait le 7 novembre 1887 et meurt le 26 octobre 1960. Elle est la fille aînée de Will et Fan Schreiner. Elle étudie à Cambridge où elle obtient un diplôme en droit. Après son retour en Afrique du Sud, elle réussit les examens requis pour devenir avocate, mais n'est pas en mesure d'exercer en raison de restrictions légales (seulement levées en 1923) qui empêchent les femmes d'être admises au barreau du Cap.

### Carrière
Elle s'engage en tant qu'infirmière volontaire de l'Union sud-africaine lors de la Première Guerre mondiale.

## Vie privée
Elle est l’épouse de Tommy Gregg.